# Basarab II di Valacchia
Basarab II (... – 1458), figlio di Dan II di Valacchia della stirpe dei Dănești, fu voivoda di Valacchia nel biennio 1442-1443.
Appoggiato da Giovanni Hunyadi, nel 1442 Basarab usurpò il trono di Valacchia, mettendo in fuga il voivoda Mircea II di Valacchia. Accettando di riconoscere la sovranità del Regno d'Ungheria, Basarab aveva ottenuto gli appoggi sufficienti per spodestare la famiglia rivale dei Drăculești in quel momento in difficoltà con lo scomodo alleato turco: il sultano Murad II aveva infatti convocato a Gallipoli il voivoda Vlad II Dracul che vi si era recato con i figli Vlad e Radu cel Frumos, poi presi in ostaggio.
Il regno di Basarab II ebbe vita breve: nel 1443, dopo aver negoziato svantaggiose condizioni con il sultano, Dracul tornò in Valacchia e lo spodestò.
La moglie di Basarab, Maria, gli diede due eredi legittimi:
- Anca, sposata nel 1482 con Stanciu de Glogova;
- Basarab IV Țepeluș cel Tânăr, futuro voivoda di Valacchia.